# 千葉定吉
千葉 定吉（ちば さだきち）は、江戸時代末期（幕末）の鳥取藩藩士、北辰一刀流の剣術家。桶町千葉道場の創設者。

## 人物・来歴
陸奥国出身。剣豪であった千葉忠左衛門成胤（浦山寿貞）の三男で千葉周作の弟。長男に千葉重太郎、二女に千葉さな子などがいる。
幼少時から兄の周作と共に父から剣術の教えを受けた。青年期は兄と行動を共にし、玄武館の創設と運営にも協力した。そして、兄の玄武館の運営が軌道に乗ったのを見計らって、自身も桶町に玄武館の分室道場を構えた。定吉の道場は周作の道場と区別するため「桶町千葉」または「小千葉」と称されたが玄武館と千葉道場は一体のものであった。当時は身分制度が厳しく上級武士と下級武士は一緒に稽古することが出来なかった、千葉道場に館名が無いのは上士と下士を分けたためである。また他流試合の調査も定吉が担当した。
定吉の剣の腕は高く評価され、嘉永6年（1853年）には鳥取藩の江戸詰の藩士として召し抱えられ、撃剣取立役（剣術師範）に任じられた。

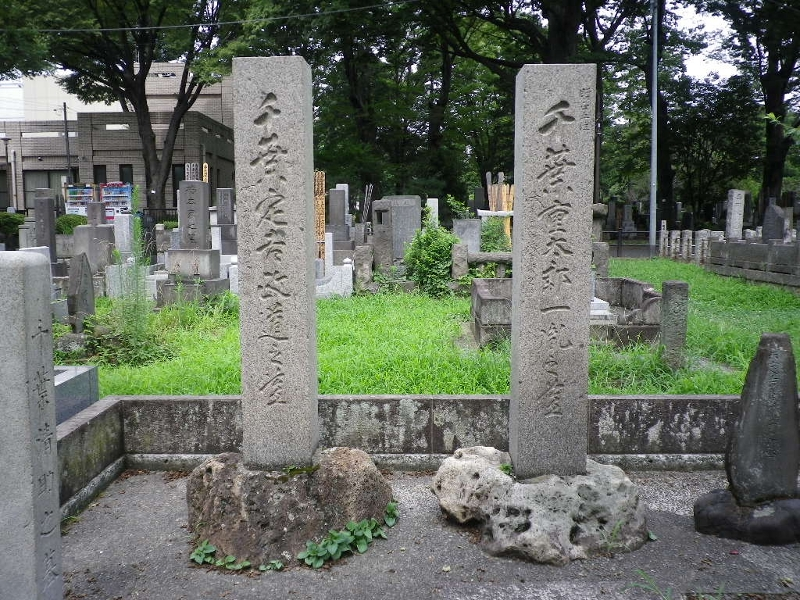
千葉定吉と千葉重太郎の墓

老いてもその腕は劣ることが無く、明治12年（1879年）12月5日に死去。現在は雑司ヶ谷霊園に墓所が存在する。

## 千葉定吉が登場する作品
テレビドラマ
- 竜馬がゆく（NHK大河ドラマ、1968年、演：青野平義）
- 竜馬がゆく（テレビ東京、1982年、演：垂水悟郎）
- 竜馬におまかせ!（日本テレビ、1996年、演：伊東四朗）
- 竜馬がゆく（日本テレビ、1997年、演：松本幸四郎）
- 竜馬がゆく（テレビ東京、2004年、演：藤田まこと）
- 龍馬伝（NHK大河ドラマ、2010年、演：里見浩太朗）

漫画
- 陸奥圓明流外伝 修羅の刻・風雲幕末編（川原正敏）
- お〜い!竜馬（原作武田鉄矢、漫画小山ゆう）
- 竜馬がゆく（原作司馬遼太郎、漫画鈴ノ木ユウ）

アニメ
- お〜い!竜馬（NHK総合、1992年〜1993年、声：糸博）